# Arkadiusz Milik
Pour les articles homonymes, voir Milik.
Arkadiusz Milik, dit Arek Milik, (prononciation en polonais : /arˈkadjuʂ ˈmilik/), né le 28 février 1994 à Tychy, est un footballeur international polonais qui évolue au poste d'attaquant à la Juventus FC.

## Biographie

### Carrière en club

#### Débuts en Pologne
Arkadiusz Milik commence sa carrière au sein du Rozwój Katowice, il intègre l'équipe réserve pendant la saison 2009-2010. Le 23 octobre 2010, alors âgé de seize ans, il fait ses débuts en III liga, la quatrième division polonaise, et marque deux buts lors de la victoire quatre à zéro contre le KS Krasiejów. Au mois de novembre, il est mis à l'essai par le Górnik Zabrze, où il marque un but en deux apparitions amicales. Il passe également des essais dans les clubs suivants : Reading, Tottenham et le Legia Varsovie,,. De retour à Katowice, il termine la saison en ayant inscrit quatre buts en dix apparitions.
Convaincu par l'essai passé lors de la saison précédente, le Górnik Zabrze obtient la signature du jeune joueur, le 1er juillet 2011. Lors du transfert, Milik est accompagné par son coéquipier Wojciech Król, ils signent un contrat d'un an et la transaction est estimée à cinq cent mille złotys, soit près de cent vingt mille euros. Milik fait ses débuts en Ekstraklasa le 31 juillet 2011 lors du match nul 1-1 contre le Śląsk Wrocław. Il réalise une assez bonne saison pour sa première au niveau professionnel et marque quatre buts en vingt-cinq apparitions avec le club polonais. Lors de sa deuxième saison, il enchaîne les bonnes performances, inscrivant huit buts en quinze apparitions, en moins de six mois. Ses prestations lui ouvrent les portes de la sélection polonaise, et attirent l'attention de nombreux clubs principalement allemands ou encore l'Olympique lyonnais, Aston Villa et l'Inter Milan, qui se déplacent pour superviser l'espoir polonais.

#### Passage en Allemagne (2012-2014)
Le 17 décembre 2012, Arkadiusz Milik signe un contrat de cinq ans et demi avec le Bayer Leverkusen, alors deuxième du championnat d'Allemagne, en présence du directeur sportif du club Rudi Völler, champion du monde en 1990, qui déclare avoir fait venir « le plus grand talent de Pologne » du moment. L'indemnité de transfert est estimée à trois millions et demi d'euros. 
Pour ses premiers mois avec le club, il ne joue que six fois avec l'équipe première, pour seulement soixante-et-une minutes de jeu. Il est aligné plus régulièrement avec l'équipe réserve évoluant en Regionalliga Ouest.
Il est prêté à Augsbourg pour la saison 2013-2014, où il effectue une saison correcte avec dix-huit apparitions mais seulement cinq titularisations et deux buts marqués.

#### Ajax Amsterdam (2014-2016)
À son retour, Milik est à nouveau prêté, cette fois-ci au champion d'Eredivisie, l'Ajax Amsterdam. Aux Pays-Bas, il devient l'un des meilleurs buteurs de la ligue et est ensuite transféré définitivement pendant l'été 2015 après un accord avec le Bayer Leverkusen annoncé le 31 mars.

#### SSC Naples (2016-2021)

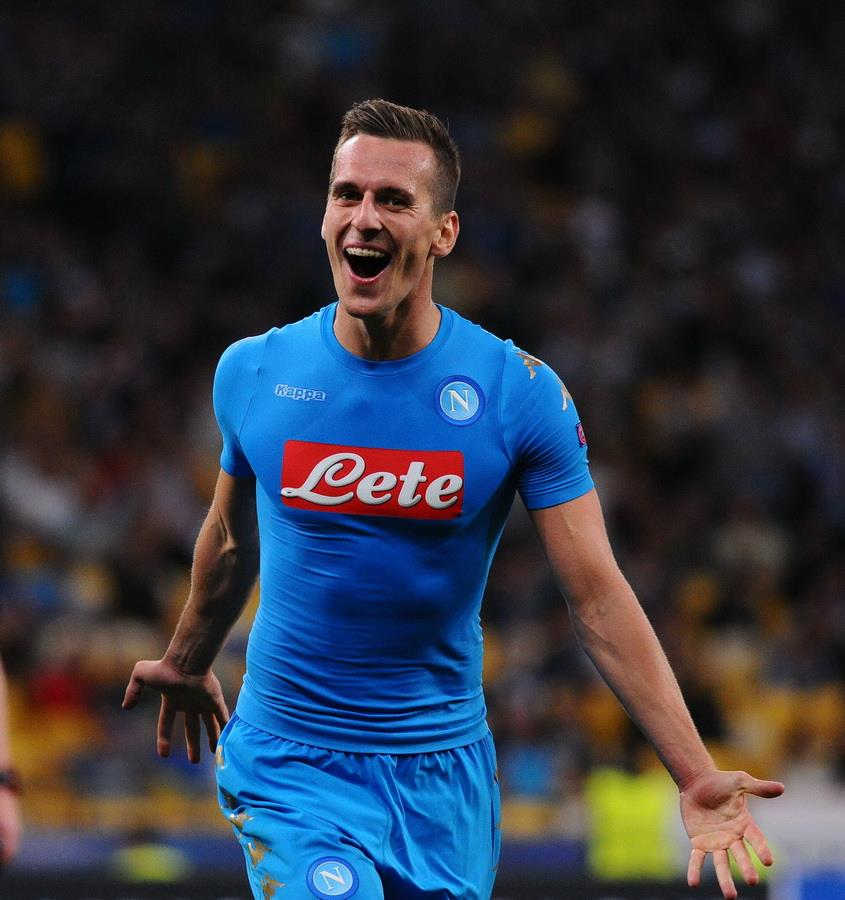
Arkadiusz Milik avec le Napoli en 2016.

Pendant l'été 2016, Milik est transféré en Serie A à Naples pour un montant de trente-deux millions d'euros. Auteur d'un début de saison tonitruant, avec sept buts inscrits en neuf matchs toutes compétitions confondues, il se blesse gravement aux ligaments croisés du genou avec sa sélection de Pologne le 8 octobre 2016 contre le Danemark et est absent des terrains plusieurs mois. Il retrouve la compétition le 15 février 2017 en Ligue des Champions, disputant sept minutes de jeu face au Real Madrid.
Il est victime d'une nouvelle grave blessure le 23 septembre 2017 lors d'un déplacement à la SPAL Ferrara (sixième journée, victoire 2-3). Touché au genou, il ne reprend la compétition que le 3 mars 2018 pour la réception de l'AS Rome (vingt-septième journée, défaite 2-4). Pour sa deuxième saison à Naples, il participe à quinze matchs de championnat, pour trois titularisations et cinq buts inscrits.
Il réalise sa première saison pleine avec le Napoli lors de l'exercice 2018-2019, prenant part à trente-cinq rencontres de Serie A, dont vingt-sept titularisations, pour dix-sept buts inscrits.
Son début de saison 2019-2020 est perturbé par une blessure contractée lors d'un tournoi de pré-saison aux États-Unis. Il dispute son premier match de la saison le 22 septembre 2019 face à Lecce (quatrième journée, victoire 1-4). Lors de la finale de la Coupe d'Italie 2019-2020, le 17 juin 2020, il marque le tir au but victorieux contre la Juventus pour un succès quatre tirs au but à deux.
Au cours de la saison 2020-2021, ne parvenant pas à un accord autour d'une prolongation et ne donnant pas suite à des propositions de transferts, il est écarté du groupe professionnel.

#### Olympique de Marseille (2021-2023)

##### Période de prêt (2021-2022)
Convoité par la Juventus et l'Atlético de Madrid, Milik, à la recherche de temps de jeu, est prêté dix-huit mois avec option d’achat à l’Olympique de Marseille par le club napolitain le 21 janvier 2021. Pablo Longoria, directeur sportif du club olympien, affirme que le Polonais est l'un « des meilleurs joueurs à son poste en Europe ».

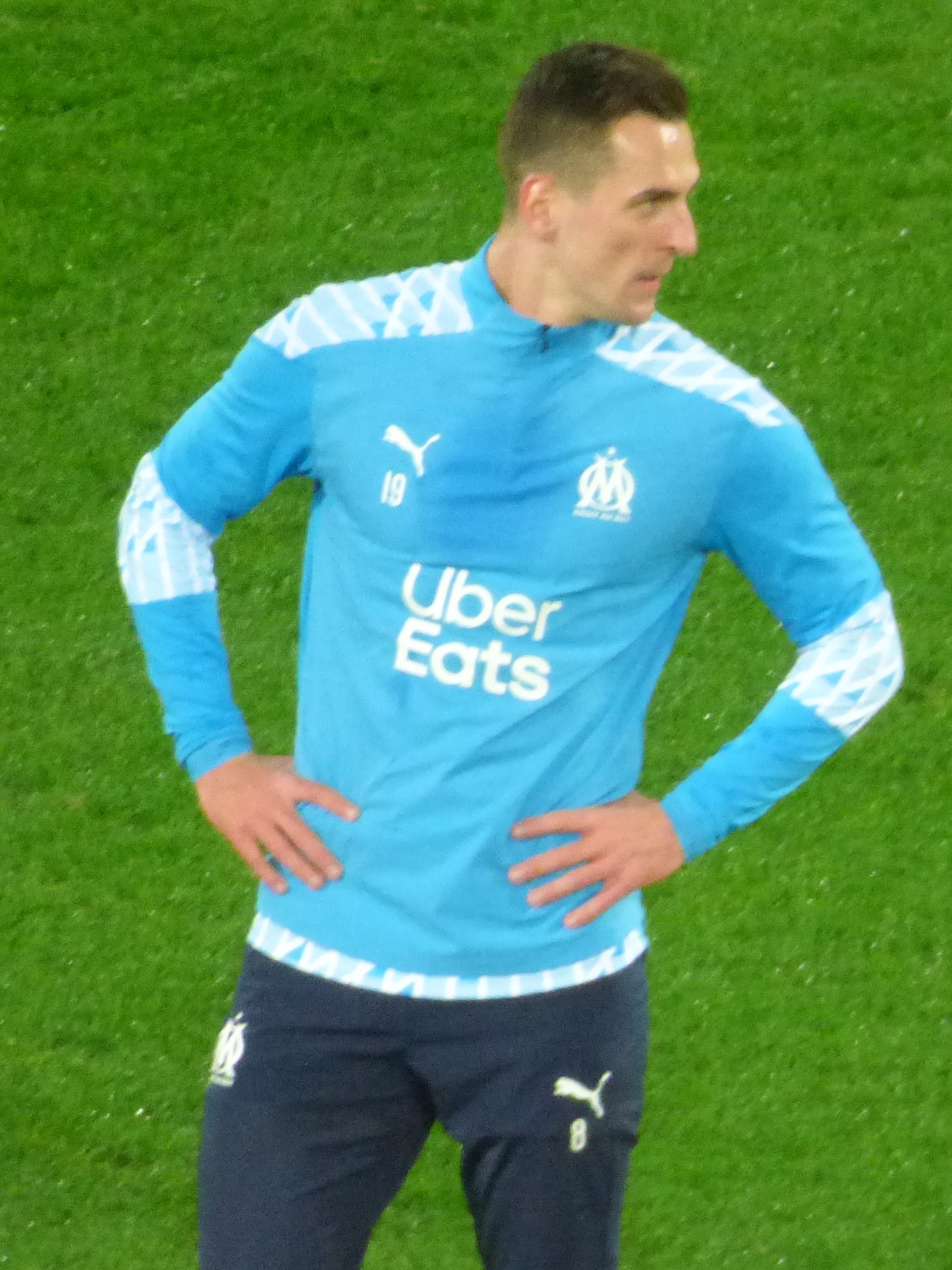
Arkadiusz Milik avec l'Olympique de Marseille en 2021.

Le 23 janvier 2021, Milik débute sur le banc et remplace Darío Benedetto à la 59e minute de jeu face à l’AS Monaco lors de la vingt-et-unième journée de Ligue 1 (défaite 3-1). Il inscrit son premier but sous ses nouvelles couleurs face au RC Lens le 3 février pour le compte de la vingt-troisième de championnat (nul 2-2). Milik contracte une blessure à la cuisse lors de cette rencontre et rate quatre matchs de championnat, dont le Classico contre le Paris Saint-Germain. Pour son retour et sa deuxième titularisation le 28 février, il égalise le jour de son anniversaire sur pénalty face à l'Olympique lyonnais et permet à Marseille d'accrocher un nul 1-1.
Par la suite, lors de sa cinquième titularisation le 13 mars 2021, il ouvre le score dans le temps additionnel de la première période pour débloquer un match fermé contre le Stade brestois (victoire 3-1). Le 16 mai, lors de la trente-septième journée de Ligue 1, Milik inscrit son premier triplé marseillais face à Angers et confirme la qualification de l'Olympique de Marseille en Ligue Europa pour la saison 2021-2022. Néanmoins, il clôt sa saison avec une blessure au genou contractée lors de la dernière journée de championnat contre le FC Metz qui le prive de l'Euro avec la sélection polonaise.
Après un début de saison 2021-2022 gâché par une blessure qui affecte son rendement avec un seul but en Ligue 1 sur la phase aller, Milik retrouve toute son efficacité au retour de la trêve hivernale. Il marque notamment un triplé lors d'une victoire 5-2, encore une fois face au SCO d'Angers, puis lors de la journée suivante, il donne la victoire à l'OM grâce à un retourné sur la pelouse du FC Metz. Après ces deux matchs, Milik inscrit un doublé en Ligue Europa Conférence contre le club azéri du Qarabağ FK, signe de sa confiance retrouvée. Bien qu'il ne soit pas un titulaire indiscutable sous Jorge Sampaoli, il aide l'équipe à finir deuxième du championnat, derrière le Paris Saint-Germain, et à obtenir une qualification directe pour la Ligue des champions.

##### Signature à l'OM (2022)
Le 1er juillet 2022, date d’ouverture du marché des transferts d'été en Italie et de l’homologation des transferts de cette période par la FIFA, l'option d’achat de Milik est automatiquement levé et le Polonais devient un joueur à part entière de l'OM. Le montant du transfert est estimé à douze millions d'euros, le détail de l'opération étant une transaction de huit millions d'euros assortie de bonus de quatre millions.
L'été marseillais est marqué par le départ de l'entraîneur Jorge Sampaoli et l'arrivée d'Igor Tudor pour le remplacer. Cette arrivée semble profitable à Milik mais ses performances lors de ses deux titularisations en Ligue 1 au mois d'août 2022 ne convainquent pas la presse et les supporters, partiellement en raison d'une organisation tactique lui étant défavorable ainsi que d'un temps de jeu non optimal,. Alors que la période des transferts estivaux suit toujours son cours, des rumeurs de départ du Polonais refont surface. Au début de la vingtaine d'août, de nombreuses sources journalistiques affirment que la Juventus s'est mise d'accord avec le club phocéen pour un prêt payant de l'attaquant, moins de deux mois après la signature définitive de Milik à Marseille,.

##### Prêt puis transfert à la Juventus (depuis 2022-)
Le 26 août 2022, Milik rejoint pour une saison le club italien de la Juventus FC dans le cadre d'un prêt payant de neuf cent mille euros incluant une option d'achat. En cas de prêt concluant, la Juventus a la possibilité de signer le joueur pour un montant de sept millions d'euros, avec des bonus possibles s'élevant à deux millions. Milik arrive chez les Bianconeri en qualité de « joker de luxe » de l'avant-centre titulaire Dušan Vlahović.
Le lendemain de son arrivée, Milik est présent sur la feuille du match contre l'AS Rome, comptant pour la troisième journée de Serie A. Il remplace Fabio Miretti lors des dernières quinze minutes de la rencontre qui se solde par un nul 1-1 au Juventus Stadium.
En mai 2023, il est transféré définitivement à la Juventus pour un montant de 6,3 millions d'euros.
Au cours de la saison 2024/2025, il ne joue aucun match en raison d'une blessure au genou subie lors des préparatifs de l'Euro 2024. Malgré de nouvelles blessures récurrentes, le 30 avril 2025, le club annonce que Milik prolonge son contrat jusqu'en 2027

### Carrière internationale

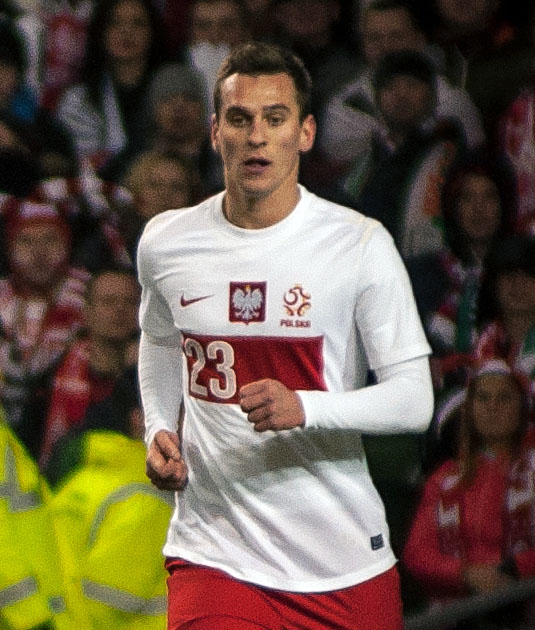
Arkadiusz Milik avec la Pologne en 2013.

Le 12 octobre 2012, Arkadiusz Milik honore sa première sélection avec l'équipe nationale de Pologne lors d'une rencontre face à l'Afrique du Sud. Il entre en jeu lors de ce match remporté par son équipe (1-0).
Le 11 octobre 2014, Milik marque le premier but lors d'une victoire 2-0 contre l'Allemagne, championne du monde, lors d'un match de qualification à l'UEFA Euro 2016. Il s'agissait de la première victoire de la Pologne sur l'Allemagne, qui n'avait pas perdu en dix-neuf matchs de compétition et trente-trois matchs de qualification précédents. Milik forme un partenariat d'attaque réussi avec Robert Lewandowski lors des matchs de qualification pour l'Euro 2016, avec des buts supplémentaires à venir lors d'un match nul 2-2 avec l'Écosse, une victoire 4-0 à l'extérieur en Géorgie et une autre victoire 4-0 contre la même équipe au Stade national de Varsovie.
Lors de l'Euro 2016, Milik marque pour la Pologne dans leur match d'ouverture, battant l'Irlande du Nord 1–0. Il a également marqué sa tentative lors de l'élimination aux tirs au but de son pays contre les futurs champions d'Europe portugais en quarts de finale.
Il fait partie du groupe sélectionné pour participer à l'Euro 2020. Il se blesse cependant au genou lors de la dernière journée de Ligue 1 contre le FC Metz et doit déclarer forfait pour la compétition.
Le 10 novembre 2022, il est sélectionné par Czesław Michniewicz pour participer à la Coupe du monde 2022.

## Anecdotes
Arkadiusz Milik figure sur la couverture de la version polonaise de FIFA 16 aux côtés de Lionel Messi,.

## Statistiques
| Saison                | Club                          | Championnat           | Championnat | Championnat | Championnat | Coupe(s) nationale(s) | Coupe(s) nationale(s) | Coupe(s) nationale(s) | Supercoupe | Supercoupe | Supercoupe | Compétition(s) continentale(s) | Compétition(s) continentale(s) | Compétition(s) continentale(s) | Compétition(s) continentale(s) | Total | Total | Total |
| Saison                | Club                          | Division              | M.          | B.          | P.d.        | M.                    | B.                    | P.d.                  | M.         | B.         | P.d.       | Comp.                          | M.                             | B.                             | P.d.                           | M.    | B.    | P.d.  |
| 2010-2011             | Rozwój Katowice               | III Liga              | 10          | 4           | -           | -                     | -                     | -                     | -          | -          | -          | -                              | -                              | -                              | -                              | 10    | 4     | 0     |
| 2011-2012             | Górnik Zabrze                 | Ekstraklasa           | 24          | 4           | 1           | 1                     | 0                     | 1                     | -          | -          | -          | -                              | -                              | -                              | -                              | 25    | 4     | 2     |
| 2012-2013             | Górnik Zabrze                 | Ekstraklasa           | 14          | 7           | 2           | 1                     | 1                     | 0                     | -          | -          | -          | -                              | -                              | -                              | -                              | 15    | 8     | 2     |
| Sous-total            | Sous-total                    | Sous-total            | 38          | 11          | 3           | 2                     | 1                     | 1                     | -          | -          | -          | -                              | -                              | -                              | -                              | 40    | 12    | 4     |
| 2012-2013             | Bayer Leverkusen              | Bundesliga            | 6           | 0           | 1           | -                     | -                     | -                     | -          | -          | -          | C3                             | 2                              | 0                              | 1                              | 8     | 0     | 2     |
| 2013-2014             | FC Augsbourg (prêt)           | Bundesliga            | 18          | 2           | 0           | 2                     | 0                     | 0                     | -          | -          | -          | -                              | -                              | -                              | -                              | 20    | 2     | 0     |
| 2014-2015             | Ajax Amsterdam (prêt)         | Eredivisie            | 21          | 11          | 4           | 3                     | 8                     | 2                     | 1          | 0          | 0          | C1+C3                          | 5+4                            | 1+3                            | 2+0                            | 34    | 23    | 8     |
| 2015-2016             | Ajax Amsterdam                | Eredivisie            | 31          | 21          | 7           | 2                     | 0                     | 1                     | -          | -          | -          | C1+C3                          | 2+7                            | 1+2                            | 2+1                            | 42    | 24    | 11    |
| Sous-total            | Sous-total                    | Sous-total            | 52          | 32          | 11          | 5                     | 8                     | 3                     | 1          | 0          | 0          | -                              | 18                             | 7                              | 5                              | 76    | 47    | 19    |
| 2016-2017             | SSC Naples                    | Serie A               | 17          | 5           | 0           | 2                     | 0                     | 0                     | -          | -          | -          | C1                             | 4                              | 3                              | 1                              | 23    | 8     | 1     |
| 2017-2018             | SSC Naples                    | Serie A               | 15          | 5           | 0           | -                     | -                     | -                     | -          | -          | -          | C1                             | 2                              | 1                              | 0                              | 17    | 6     | 0     |
| 2018-2019             | SSC Naples                    | Serie A               | 35          | 17          | 2           | 2                     | 1                     | 1                     | -          | -          | -          | C1+C3                          | 4+6                            | 0+2                            | 0+1                            | 47    | 20    | 4     |
| 2019-2020             | SSC Naples                    | Serie A               | 26          | 11          | 0           | 4                     | 0                     | 0                     | -          | -          | -          | C1                             | 5                              | 3                              | 0                              | 35    | 14    | 0     |
| 2020-2021             | SSC Naples                    | Serie A               | -           | -           | -           | -                     | -                     | -                     | -          | -          | -          | C3                             | -                              | -                              | -                              | 0     | 0     | 0     |
| Sous-total            | Sous-total                    | Sous-total            | 93          | 38          | 2           | 8                     | 1                     | 1                     | -          | -          | -          | -                              | 21                             | 9                              | 2                              | 122   | 48    | 5     |
| 2020-2021             | Olympique de Marseille (prêt) | Ligue 1               | 15          | 9           | 1           | 1                     | 1                     | 0                     | -          | -          | -          | -                              | -                              | -                              | -                              | 16    | 10    | 1     |
| 2021-2022             | Olympique de Marseille (prêt) | Ligue 1               | 23          | 7           | 2           | 4                     | 5                     | 0                     | -          | -          | -          | C3+C4                          | 5+5                            | 4+4                            | 0                              | 37    | 20    | 2     |
| 2022-2023             | Olympique de Marseille        | Ligue 1               | 2           | 0           | 0           | -                     | -                     | -                     | -          | -          | -          | C1                             | -                              | -                              | -                              | 2     | 0     | 0     |
| Sous-total            | Sous-total                    | Sous-total            | 40          | 16          | 3           | 5                     | 6                     | 0                     | -          | -          | -          | -                              | 10                             | 8                              | 0                              | 55    | 30    | 3     |
| 2022-2023             | Juventus FC (prêt)            | Serie A               | 27          | 7           | 1           | 3                     | 0                     | 0                     | -          | -          | -          | C1+C3                          | 5+4                            | 2+0                            | 0+0                            | 39    | 9     | 1     |
| 2023-2024             | Juventus FC                   | Serie A               | 32          | 4           | 2           | 4                     | 4                     | 0                     | -          | -          | -          | -                              | -                              | -                              | -                              | 36    | 8     | 2     |
| Sous-total            | Sous-total                    | Sous-total            | 59          | 11          | 3           | 7                     | 4                     | 0                     | -          | -          | -          | -                              | 9                              | 2                              | 0                              | 75    | 17    | 3     |
| Total sur la carrière | Total sur la carrière         | Total sur la carrière | 316         | 114         | 23          | 29                    | 20                    | 5                     | 1          | 0          | 0          | -                              | 60                             | 26                             | 8                              | 406   | 160   | 36    |

1. ↑  À partir de janvier 2013.

### En sélection
| Saison                | Sélection             | Phases finales        | Phases finales | Phases finales | Phases finales | Éliminatoires CDM | Éliminatoires CDM | Éliminatoires CDM | Éliminatoires EURO | Éliminatoires EURO | Éliminatoires EURO | Ligue Nations | Ligue Nations | Ligue Nations | Matchs amicaux | Matchs amicaux | Matchs amicaux | Total | Total | Total |
| Saison                | Sélection             | Compétition           | M              | B              | Pd             | M                 | B                 | Pd                | M                  | B                  | Pd                 | M             | B             | Pd            | M              | B              | Pd             | M     | B     | Pd    |
| --------------------- | --------------------- | --------------------- | -------------- | -------------- | -------------- | ----------------- | ----------------- | ----------------- | ------------------ | ------------------ | ------------------ | ------------- | ------------- | ------------- | -------------- | -------------- | -------------- | ----- | ----- | ----- |
| 2012-2013             | Pologne               | -                     | -              | -              | -              | 2                 | 0                 | 0                 | -                  | -                  | -                  | -             | -             | -             | 4              | 1              | 0              | 6     | 1     | 0     |
| 2013-2014             | Pologne               | -                     | -              | -              | -              | -                 | -                 | -                 | -                  | -                  | -                  | -             | -             | -             | 3              | 1              | 0              | 3     | 1     | 0     |
| 2014-2015             | Pologne               | -                     | -              | -              | -              | -                 | -                 | -                 | 6                  | 4                  | 4                  | -             | -             | -             | 2              | 1              | 0              | 8     | 5     | 4     |
| 2015-2016             | Pologne               | Euro 2016             | 5              | 1              | 1              | -                 | -                 | -                 | 3                  | 2                  | 1                  | -             | -             | -             | 6              | 1              | 3              | 14    | 4     | 5     |
| 2016-2017             | Pologne               | -                     | -              | -              | -              | 3                 | 0                 | 0                 | -                  | -                  | -                  | -             | -             | -             | -              | -              | -              | 3     | 0     | 0     |
| 2017-2018             | Pologne               | Coupe du monde 2018   | 1              | 0              | 0              | 2                 | 1                 | 0                 | -                  | -                  | -                  | -             | -             | -             | 4              | 0              | 0              | 7     | 1     | 0     |
| 2018-2019             | Pologne               | -                     | -              | -              | -              | -                 | -                 | -                 | 3                  | 0                  | 1                  | 2             | 1             | 0             | 2              | 0              | 1              | 7     | 1     | 2     |
| 2019-2020             | Pologne               | -                     | -              | -              | -              | -                 | -                 | -                 | 1                  | 1                  | 0                  | -             | -             | -             | -              | -              | -              | 1     | 1     | 0     |
| 2020-2021             | Pologne               | Euro 2020             | -              | -              | -              | 3                 | 0                 | 1                 | -                  | -                  | -                  | 5             | 0             | 0             | 2              | 1              | 1              | 10    | 1     | 2     |
| 2021-2022             | Pologne               | -                     | -              | -              | -              | 2                 | 1                 | 0                 | -                  | -                  | -                  | -             | -             | -             | 1              | 0              | 0              | 3     | 1     | 0     |
| 2022-2023             | Pologne               | Coupe du monde 2022   | 3              | 0              | 0              | -                 | -                 | -                 | 1                  | 1                  | 1                  | 1             | 0             | 0             | 2              | 0              | 0              | 7     | 1     | 1     |
| 2023-2024             | Pologne               | -                     | -              | -              | -              | -                 | -                 | -                 | 3                  | 0                  | 0                  | -             | -             | -             | -              | -              | -              | 3     | 0     | 0     |
| Total sur la carrière | Total sur la carrière | Total sur la carrière | 9              | 1              | 1              | 12                | 2                 | 1                 | 17                 | 8                  | 7                  | 8             | 1             | 0             | 26             | 5              | 5              | 72    | 17    | 14    |

## Palmarès

### En club
| Ajax Amsterdam - Eredivisie - Vice Champion : 2015 et 2016. Naples - Coupe d'Italie - Vainqueur :2020 - Serie A - Vice-champion en 2018 et 2019. Olympique de Marseille - Ligue 1 - Vice-Champion :2022. Juventus - Coupe d'italie - Vainqueur : 2024 |

### Distinctions personnelles
- Révélation polonaise du championnat de Pologne en 2012.

- Meilleur buteur de la Coupe des Pays-Bas en 2015 avec 8 buts.

- Meilleur buteur de la Coupe d'Italie de football  en 2024